# 小行星9191
小行星9191（英語：9191 Hokuto）是一颗围绕太阳公转的小行星。1991年12月13日，大友哲在藤枝市发现了此天体。
这颗小行星的绝对星等为253.9828500532981等。